# Artabotrys multiflorus
Artabotrys multiflorus är en kirimojaväxtart som beskrevs av Cecil Ernest Claude Fischer. Artabotrys multiflorus ingår i släktet Artabotrys och familjen kirimojaväxter. Inga underarter finns listade i Catalogue of Life.